# Бужець
Бужець (пол. Burzec) — село в Польщі, у гміні Войцешкув Луківського повіту Люблінського воєводства.
Населення — 704 особи (2011).
У 1975-1998 роках село належало до Седлецького воєводства.

## Демографія
Демографічна структура станом на 31 березня 2011 року:
|          | Загалом | Допрацездатний вік | Працездатний вік | Постпрацездатний вік |
| -------- | ------- | ------------------ | ---------------- | -------------------- |
| Чоловіки | 361     | 77                 | 253              | 31                   |
| Жінки    | 343     | 80                 | 176              | 87                   |
| Разом    | 704     | 157                | 429              | 118                  |